# Back of My Lac'
Back of My Lac' är R&B-artisten J. Holidays debutalbum. Albumet släpptes den 2 oktober 2007.

## Låtlista
| Nr | Titel                                     | Gästartist(er) | Längd |
| -- | ----------------------------------------- | -------------- | ----- |
| 1  | "Back of My Lac"                          | -              | 4:49  |
| 2  | "Ghetto"                                  | -              | 4:11  |
| 3  | "Thug Commandments"                       | -              | 3:29  |
| 4  | "Bed"                                     | -              | 4:35  |
| 5  | "Betcha Never Had"                        | -              | 3:01  |
| 6  | "Laa Laa"                                 | -              | 4:31  |
| 7  | "Come Here"                               | -              | 3:30  |
| 8  | "Be with Me"                              | -              | 3:58  |
| 9  | "Suffocate"                               | -              | 3:40  |
| 10 | "Fatal"                                   | -              | 5:16  |
| 11 | "Without You"                             | -              | 3:47  |
| 12 | "Pimp in Me"                              | -              | 4:25  |
| 13 | "Thank You"                               | -              | 4:23  |
| 14 | "Fallin' "                                | -              | 3:42  |
| 15 | "Sooner You Get to Love" (deluxe edition) | -              | 3:56  |
| 16 | "I Know Love" (deluxe edition)            | -              | 3:49  |
| 17 | "When You Get Home" (deluxe edition)      | -              | 3:52  |
| 18 | "City Boy" (international bonus track)    | 8Ball & MJG    | 3:42  |
| 19 | "Good for Each Other" (Japan bonus track) | -              | 3:33  |